# Torneio Clausura de 2012 (Argentina)
O Torneio Clausura de 2012 foi o torneio que fechou a temporada 2011/2012 do Campeonato Argentino.

## Classificação
| Torneo Clausura | Torneo Clausura     | Torneo Clausura | Torneo Clausura | Torneo Clausura | Torneo Clausura | Torneo Clausura | Torneo Clausura | Torneo Clausura | Torneo Clausura | Torneo Clausura | Torneo Clausura | Torneo Clausura |
| Time | Time                | Pts             | J               | V               | E               | D               | GP              | GC              | SG              |                 |                 |                 |
| --- | ------------------- | --------------- | --------------- | --------------- | --------------- | --------------- | --------------- | --------------- | --------------- | --------------- | --------------- | --------------- |
| 1 | Arsenal de Sarandí  | 38              | 19              | 11              | 5               | 3               | 30              | 15              | +15             |                 |                 |                 |
| 2 | Tigre               | 36              | 19              | 10              | 6               | 3               | 29              | 15              | +14             |                 |                 |                 |
| 3 | Vélez Sársfield     | 33              | 19              | 9               | 6               | 4               | 25              | 14              | +11             |                 |                 |                 |
| 4 | Boca Juniors        | 33              | 19              | 9               | 6               | 4               | 30              | 20              | +10             |                 |                 |                 |
| 5 | All Boys            | 33              | 19              | 9               | 6               | 4               | 21              | 12              | +9              |                 |                 |                 |
| 6 | Newell's Old Boys   | 32              | 19              | 9               | 5               | 5               | 26              | 19              | +7              |                 |                 |                 |
| 7 | Colón               | 29              | 19              | 7               | 8               | 4               | 24              | 18              | +6              |                 |                 |                 |
| 8 | Argentinos Juniors  | 27              | 19              | 7               | 6               | 6               | 17              | 15              | +2              |                 |                 |                 |
| 9 | Estudiantes         | 27              | 19              | 7               | 6               | 6               | 23              | 24              | -1              |                 |                 |                 |
| 10 | Lanús               | 26              | 19              | 7               | 5               | 7               | 19              | 18              | +1              |                 |                 |                 |
| 11 | Unión               | 25              | 19              | 5               | 10              | 4               | 21              | 20              | +1              |                 |                 |                 |
| 12 | San Lorenzo         | 25              | 19              | 6               | 7               | 6               | 22              | 23              | -1              |                 |                 |                 |
| 13 | Atlético de Rafaela | 24              | 19              | 6               | 6               | 7               | 26              | 24              | 0               |                 |                 |                 |
| 14 | Belgrano            | 24              | 19              | 6               | 6               | 7               | 17              | 20              | -3              |                 |                 |                 |
| 15 | San Martín          | 22              | 19              | 6               | 4               | 9               | 21              | 29              | -8              |                 |                 |                 |
| 16 | Independiente       | 19              | 18              | 4               | 4               | 9               | 20              | 26              | -6              |                 |                 |                 |
| 17 | Racing              | 19              | 19              | 5               | 4               | 10              | 18              | 26              | -8              |                 |                 |                 |
| 18 | Godoy Cruz          | 14              | 19              | 2               | 8               | 9               | 11              | 25              | -14             |                 |                 |                 |
| 19 | Olimpo              | 13              | 19              | 3               | 4               | 12              | 20              | 34              | -14             |                 |                 |                 |
| 20 | Banfield            | 11              | 19              | 2               | 5               | 12              | 15              | 36              | -21             |                 |                 |                 |
| Pts – Pontos ganhos; J – Jogos; V - Vitórias; E - Empates; D - Derrotas; GP – Gols pró; GC – Gols contra; SG – Saldo de gols |                     |                 |                 |                 |                 |                 |                 |                 |                 |                 |                 |                 |

|  |                                                                                  |
|  | Campeão e classificado à fase de grupos da Copa Libertadores da América de 2013. |

| Campeão do Torneo Clausura 2012        |
| -------------------------------------- |
| ARSENAL DE SARANDÍ Campeão (1º título) |